# Instituto de Arquitectura de Japón
El Instituto de Arquitectura de Japón o Colegio de Arquitectura de Japón (en japonés: 一般社団法人日本建築学会; en inglés: Architectural Institute of Japan, sigla AIJ) es un colegio profesional japonés para arquitectos, ingenieros civiles e investigadores en arquitectura.

## Historia
El instituto fue fundado en 1886 como un Instituto de arquitectos. Se cambió de nombre al de Instituto de Arquitectura en 1905, y se le dio su nombre actual en 1947. Hoy en día, el instituto tiene alrededor de 38.000 miembros. Su misión es promover la ciencia y la tecnología de la arquitectura a través de la mutua colaboración por parte de sus miembros. Patrocina aproximadamente 600 subcomités y grupos de trabajo menores de 16 personas en comités de investigación. La sede del instituto central y de la biblioteca se encuentra en Tokio, y cuenta con nueve sedes regionales (Hokkaido, Tohoku, Kanto, Tōkai, Hokuriku, Kinki, Chugoku, Shikoku y Kyushu).

## Publicaciones
El instituto publica las revistas Journal of Architecture and Building Science, Transactions of AIJ, Selected Architectural Designs of the Architectural Institute of Japan, AIJ Journal of Technology and Design, Summaries of Technical Papers of Annual Convention, Journal of Asian Architecture and Building Engineering (JAABE).
Los premios otorgados por el instituto a título individual o por razón de un trabajo excepcional, o a la investigación en arquitectura, se encuentran entre los más prestigiosos del país.